# Alberto Hotus
Alberto Hotus Chávez (Isla de Pascua, Chile, 25 de septiembre de 1929-Isla de Pascua, 25 de junio de 2024) fue un líder indígena, enfermero, exmilitar y político chileno de origen rapanui. Fue alcalde de Isla de Pascua entre 1992 y 1994, y concejal de la comuna entre 1996 y 2016. También se desempeñó como presidente del Consejo de Ancianos de Rapa Nui desde 1979 hasta 2016.

## Biografía
Nació en 1929, hijo de Matías Segundo Hotus Ika y Melania Teave (Chávez) Manuheuroroa. Es descendiente de las tribus Nganatīmo y Koro Oroŋo por su lado paterno.
Arribó a Valparaíso en 1949 para estudiar enfermería en la Armada de Chile, institución donde llegó a ser suboficial y estuvo 25 años. Más tarde regresó a la isla, donde ejerció su profesión en el leprosario.
Se casó con Margarita Salinas Cárdenas, con quien tuvo cuatro hijos: Julio, Pablo, Jorge y Margot. Hotus se declaraba católico.

## Carrera política

Consejo de Ancianos en 1989: De izq. a der: Juan Tepano Kaituoe (Ko Uri Uri), Juan Haoa Hereveri (Ko Kakapa), Alberto Hotu Teave (Ko Kete), Juan Teave Haoa (Ko Roni) y Marcelo Pont Hill (Ko Mata).

Fue uno de los líderes de las protestas que llevaron en 1966 a la dictación de la Ley 16441, que entregó por primera vez derechos civiles a los rapanui —antes el Estado chileno había creado un régimen no democrático en al isla en la que los isleños no poseían derechos civiles—. En 1979 fue el fundador del Consejo de Ancianos de Rapa Nui, el cual presidió por más de treinta años, siendo sucedido por Carlos Edmunds. En 1994 fue nombrado consejero en representación de la etnia rapanui de la Corporación Nacional de Desarrollo Indígena (Conadi). Entre 2001 y 2003 integró la Comisión Verdad Histórica y Nuevo Trato con los Pueblos Indígenas.
Se presentó como candidato del Partido por la Democracia (PPD) a las elecciones municipales de 1992 por Isla de Pascua, donde obtuvo la primera mayoría con un 27,46% de los votos. Sin embargo, debió compartir el periodo 1992-1996 en la alcaldía con Pedro Edmunds Paoa, siendo Hotus alcalde los dos primeros años. En las elecciones municipales de 1996 fue elegido concejal, y fue reelegido en 2000, 2004, 2008, y 2012. Buscó infructuosamente la reelección por un sexto periodo como concejal en las elecciones municipales de 2016.
En 2017 fue nombrado hijo ilustre de la comuna de Isla de Pascua. En sus últimos años se dedicó a la continuación de la investigación histórica rapanui.[cita requerida]

## Historial electoral

### Elecciones municipales de 1992
- Elecciones municipales de 1992, para la alcaldía de Isla de Pascua.[14]

| Candidato               | Pacto                    | Partido | Votos | %     | Resultado                              |
| ----------------------- | ------------------------ | ------- | ----- | ----- | -------------------------------------- |
| Alberto Hotus Chávez    | Concertación             | PPD     | 355   | 27,46 | Alcalde por dos años (primer período)  |
| Felipe Nahoe Tepano     | Concertación             | PS      | 140   | 10,83 | Concejal                               |
| Enzo Muñoz Farías       | Participación y Progreso | RN      | 109   | 8,43  |                                        |
| Pedro Edmunds Paoa      | Unión de Centro Centro   | UCC     | 103   | 7,97  | Alcalde por dos años (segundo período) |
| Javier Labra Vásquez    | Independiente            | Ind.    | 103   | 7,97  |                                        |
| Jorge Pakarati González | Participación y Progreso | UDI     | 88    | 6,81  | Concejal                               |
| Juan Atán Paoa          | Concertación             | Ind.    | 64    | 4,95  | Concejal                               |
| Mario Tuki Hey          | Participación y Progreso | UDI     | 63    | 4,87  |                                        |
| Sebastián Pakarati Ika  | Concertación             | DC      | 53    | 4,10  |                                        |
| Zoilo Hucke Atán        | Unión de Centro Centro   | UCC     | 51    | 3,94  |                                        |
| Jermán Hotu Chávez      | Concertación             | PRSD    | 37    | 2,86  |                                        |
| José Pacomio Languitopa | Participación y Progreso | UDI     | 31    | 2,40  |                                        |
| Lucas Pakarati Tepano   | Unión de Centro Centro   | UCC     | 18    | 1,39  |                                        |
| Marcelo Pont Hill       | Concertación             | PPD     | 17    | 1,31  | Concejal                               |

### Elecciones municipales de 1996
- Elecciones municipales de 1996, para la alcaldía de Isla de Pascua.[15]

| Candidato                   | Pacto                  | Partido | Votos | %     | Resultado |
| --------------------------- | ---------------------- | ------- | ----- | ----- | --------- |
| Pedro Edmunds Paoa          | Concertación           | DC      | 708   | 50,75 | Alcalde   |
| Alberto Hotus Chávez        | Concertación           | PPD     | 308   | 22,08 | Concejal  |
| Enrique Pakarati Ika        | Concertación           | DC      | 94    | 6,74  | Concejal  |
| Ramón Teao Hey              | Unión de Centro Centro | UCC     | 40    | 2,87  |           |
| Marcelo Pont Hill           | Concertación           | PPD     | 37    | 2,65  | Concejal  |
| Rodrigo Norambuena Marchant | Concertación           | Ind.    | 31    | 2,22  | Concejal  |
| Antonio Tepano              | Unión de Centro Centro | UCC     | 31    | 2,22  |           |
| Enrique Haoa Pakomio        | Unión por Chile        | RN      | 30    | 2,15  |           |
| Enzo Muñoz Farías           | Unión por Chile        | RN      | 28    | 2,01  |           |
| Claudio Cristino Ferrando   | Independiente          | Ind.    | 27    | 1,94  | Concejal  |

### Elecciones municipales de 2000
- Elecciones municipales de 2000, para la alcaldía de Isla de Pascua.[16]

| Candidato                | Pacto         | Partido | Votos | %     | Resultado |
| ------------------------ | ------------- | ------- | ----- | ----- | --------- |
| Pedro Edmunds Paoa       | Concertación  | DC      | 737   | 50,14 | Alcalde   |
| Julio Araki Tepano       | Alianza       | Ind.    | 354   | 24,08 | Concejal  |
| Alberto Hotus Chávez     | Concertación  | PPD     | 119   | 8,10  | Concejal  |
| Marcelo Pont Hill        | Concertación  | PPD     | 45    | 3,06  | Concejal  |
| Ramón Teao Hey           | Centro Centro | UCC     | 43    | 2,93  |           |
| Hipólito Icka Nahoe      | Concertación  | DC      | 28    | 1,90  | Concejal  |
| Ida Hucke Atán           | Centro Centro | Ind.    | 25    | 1,70  |           |
| Eliana Olivares San Juan | Alianza       | Ind.    | 25    | 1,70  | Concejal  |

### Elecciones municipales de 2004
- Elecciones municipales de 2004, para el cargo de concejal por Isla de Pascua.[17]

| Candidato                | Pacto          | Partido | Votos | %     | Resultado |
| ------------------------ | -------------- | ------- | ----- | ----- | --------- |
| Alberto Hotus Chávez     | Concertación   | PPD     | 236   | 14,22 | Concejal  |
| Eliana Olivares San Juan | Alianza        | UDI     | 220   | 13,25 | Concejal  |
| Marcelo Pont Hill        | Concertación   | PPD     | 156   | 9,40  | Concejal  |
| Marcelo Icka Paoa        | Concertación   | DC      | 146   | 8,80  | Concejal  |
| José Pokomio Garay       | Concertación   | Ind.    | 138   | 8,31  |           |
| Hipólito Icka Nahoe      | Juntos Podemos | PH      | 115   | 6,93  | Concejal  |
| Nicolás Haoa Cardinali   | Alianza        | Ind.    | 111   | 6,69  | Concejal  |

### Elecciones municipales de 2008
- Elecciones municipales de 2008, para el cargo de concejal por Isla de Pascua.[18]

| Candidato                 | Pacto                    | Partido | Votos | %     | Resultado |
| ------------------------- | ------------------------ | ------- | ----- | ----- | --------- |
| Ximena Trengrove Vallejos | Concertación Democrática | DC      | 230   | 12,69 | Concejal  |
| Julio Araki Tepano        | Alianza                  | UDI     | 178   | 9,82  | Concejal  |
| Alberto Hotus Chávez      | Concertación Progresista | PPD     | 160   | 8,83  | Concejal  |
| Marcelo Pont Hill         | Concertación Progresista | PPD     | 122   | 6,73  | Concejal  |
| Marta Hotus Tuki          | Concertación Democrática | DC      | 118   | 6,51  | Concejal  |
| Carlos Mardones Riroroko  | Independiente            | Ind.    | 103   | 5,68  |           |
| Amelia Olivares San Juan  | Alianza                  | UDI     | 102   | 5,63  | Concejal  |

### Elecciones municipales de 2012
- Elecciones municipales de 2012, para el cargo de concejal por Isla de Pascua.[19]

| Candidato                 | Pacto                          | Partido | Votos | %     | Resultado |
| ------------------------- | ------------------------------ | ------- | ----- | ----- | --------- |
| Alfredo Riroroko Mardones | Por un Chile Justo             | PR      | 315   | 13,33 | Concejal  |
| Pedro Tapano Pakarati     | Más Humanos                    | Ind.    | 170   | 7,19  | Concejal  |
| Marta Hotus Toki          | Concertación Democrática       | DC      | 168   | 7,11  | Concejal  |
| Jorge Pakarati González   | El Cambio por Ti               | PRO     | 146   | 6,18  |           |
| Ximena Trengove Vallejos  | Concertación Democrática       | DC      | 144   | 6,09  |           |
| Mai Teao Osorio           | Coalición                      | RN      | 143   | 6,05  | Concejal  |
| Yolanda Nahoe Pont        | Regionalistas e Independientes | PRI     | 143   | 6,05  | Concejal  |
| Alberto Hotus Chávez      | Por un Chile Justo             | PPD     | 107   | 4,53  | Concejal  |

## Obras
- Te mau hatu'o Rapa Nui: los soberanos de Rapa Nui ; pasado, presente y futuro de Rapa Nui (1988)
- Diccionario Práctico Rapa Nui-Castellano